# Geiselnahme (Schweiz)
Als Geiselnahme nach Art. 185 Strafgesetzbuch bezeichnet man im Strafrecht der Schweiz ein Freiheitsdelikt.

## Tatbestand
Art. 185 StGB lautet:

„Wer jemanden der Freiheit beraubt, entführt oder sich seiner sonst wie bemächtigt, um einen Dritten zu einer Handlung, Unterlassung oder Duldung zu nötigen,

wer die von einem anderen auf diese Weise geschaffene Lage ausnützt, um einen Dritten zu nötigen,

wird mit Freiheitsstrafe nicht unter einem Jahr bestraft.“

Geschütztes Rechtsgut der Geiselnahme ist sowohl die Freiheit der Geisel als auch die Willensfreiheit des Dritten. Nach Rechtsprechung des Bundesgerichts muss „unter dem Dritten jede Person verstanden werden, die weder mit dem Täter noch mit der Geisel identisch ist.“ Das Sonstwie-Bemächtigen bedarf keiner bestimmten Dauer und muss keine Freiheitsberaubung sein. Auch in der Konstellation des sog. Dreiecksraubes liegt deshalb Geiselnahme vor.